# پتر پرسیدیس
پتر پرسیدیس (آلمانی: Peter Persidis; ۸ مارس ۱۹۴۷ – ۲۱ ژانویهٔ ۲۰۰۹) بازیکن و مربی فوتبال اهل اتریش بود.
از باشگاه‌هایی که در آن بازی کرده‌است می‌توان به باشگاه فوتبال المپیاکوس، باشگاه فوتبال فرست وینا، و باشگاه فوتبال راپید وین اشاره کرد.
وی همچنین در تیم ملی فوتبال اتریش بازی کرده‌است.